# 维拉尔雷蒙
维拉尔雷蒙（法語：Villard-Reymond，法語發音：[vilaʁ ʁemɔ̃]）是法国伊泽尔省的一个市镇，属于格勒诺布尔区。

## 地理
维拉尔雷蒙（45°2'2"N, 6°1'6"E）面积11.21 平方千米，位于法国奥弗涅-罗讷-阿尔卑斯大区伊泽尔省，该省份为法国东南部内陆省份，北起顺时针与安省、萨瓦省、上阿尔卑斯省、德龙省、阿尔代什省、卢瓦尔省和罗讷省。
与维拉尔雷蒙接壤的市镇（或旧市镇、城区）包括：瓦桑堡、奥尔农、维拉尔圣母村、尚特佩里耶。

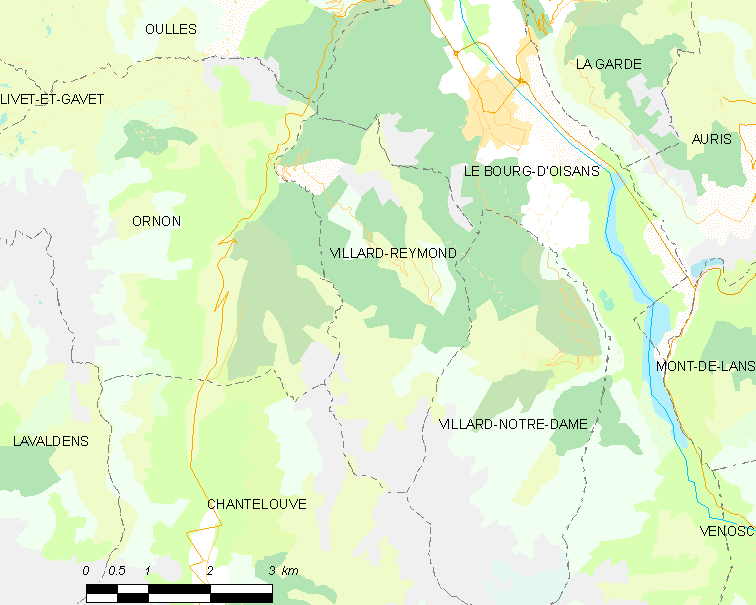
维拉尔雷蒙的OSM定位图

维拉尔雷蒙的时区为UTC+01:00、UTC+02:00（夏令时）。

## 行政
维拉尔雷蒙的邮政编码为38520，INSEE市镇编码为38551。

## 政治
维拉尔雷蒙所属的省级选区为瓦桑-罗曼什县。

## 人口

1962-2008年间维拉尔雷蒙人口变化图示

维拉尔雷蒙于2022年1月1日时的人口数量为43人。